# Presidenti del Consiglio esecutivo della Corsica
Il presidente del Consiglio esecutivo della Corsica (in francese Président du conseil exécutif de Corse, in corso Presidente di u cunsigliu esecutivu di  Corsica) è il capo del governo della regione e collettività territoriale della Corsica.

## Elenco
| Mandato          | Mandato          | Presidente | Presidente     | Partito | Partito                                    |
| ---------------- | ---------------- | ---------- | -------------- | ------- | ------------------------------------------ |
| 2 aprile 1992    | 4 aprile 2004    |            | Jean Baggioni  |         | Unione per un Movimento Popolare           |
| 4 aprile 2004    | 25 marzo 2010    |            | Ange Santini   |         | Unione per un Movimento Popolare           |
| 25 marzo 2010    | 17 dicembre 2015 |            | Paul Giacobbi  |         | Partito Radicale di Sinistra Divers gauche |
| 17 dicembre 2015 | in carica        |            | Gilles Simeoni |         | Femu a Corsica                             |